# Лісабонська тайфа
Лісабонська Тайфа (від араб. طائفة لشبونة Taa'ifatu Lishbunah) — середньовічна ісламська тайфа королівства Аль-Гарб. Була розташована у регіоні Ат-Тагр Аль-Адна, північно-західній частині мавританської імперії Аль-Андалус.
Тайфа охоплювала Лісабонський регіон, сучасну Португалію, з 1022 по 1094 рік.

## Список емірів Лісабонської тайфи
Династія Бану Сабура
- Абд аль-Азіз ібн Сабур - 1022–1030?
- Абд аль-Малік ібн Сабур - 1030? −1034?

## Історія
Лісабонська Тайфа проіснувала до завоювання Лісабона Афтасидами  у 1034 році. Він залишався під їх контролем до 1093 року, до захоплення міста Леонським королівством. Династія Альморавідів відібрала контроль над містом у 1094 році і утримувала до 1141 року. Нестабільність Держави Альморавідів призвела до Другого періоду Тайфи. Вазіриди були незалежними від Альморавідів і контролювали місто до 1147 року, коли Португальське королівство осаджувало Лісабон з липня по жовтень, що ознаменувало кінець мусульманського контролю в Центральній Португалії.
- До Афтасидів: 1034-1093
- Коротке захоплення Леонським королівством: 1093
- До Альморавідів: 1094−1141
- До Вазіридів: 1141-1147
- До Португальського королівства після успішної облоги в 1147 році